# Théorie du management par les ressources
La théorie du management par les ressources ou resource-based view (RBV) est un cadre de gestion utilisé pour déterminer les ressources stratégiques susceptibles de fournir un avantage comparatif à une entreprise. L’entreprise peut exploiter ces ressources pour obtenir un avantage concurrentiel durable.
L'article de Barney publié en 1991, intitulé « Firm Resources and Sustained Competitive Advantage », est largement cité comme un élément essentiel de l'émergence de la théorie du management par les ressources. Cependant, certains chercheurs soutiennent qu'il existait des preuves d'une théorie fragmentaire basée sur les ressources à partir des années 1930. La RBV part de l'hypothèse que les entreprises sont hétérogènes parce qu'elles possèdent des ressources différentes. Certaines de ses ressources parce qu'elles sont rares et difficilement imitable peuvent avoir un avantage concurrentiel durable.
La théorie du management par les ressources concentre l'attention de la direction sur les ressources internes de l'entreprise afin d'identifier les actifs, les capacités et les compétences susceptibles de fournir des avantages concurrentiels.

## Origines
Au cours des années 1990, la théorie du management par les ressources de l'entreprise est devenue le paradigme dominant de la planification stratégique. La théorie du management par les ressources peut être perçue comme une réaction contre l’école de positionnement et son approche quelque peu normative qui a attiré l’attention de la direction sur des considérations externes, notamment la structure de l’industrie. La soi-disant école de positionnement a dominé la discipline tout au long des années 1980. En revanche, la vision émergente basée sur les ressources soutenait que la source de l’avantage durable découle du fait de faire les choses de manière supérieure ; en développant des capacités et des ressources supérieures. L'article de Jay Barney, "Firm Resources and Sustained Competitive Avantage" (1991), est considéré comme essentiel pour l'émergence de La théorie du management par les ressources.
Un certain nombre de spécialistes soulignent qu'une perspective fragmentaire basée sur les ressources était évidente à partir des années 1930, notant que Barney était fortement influencé par les travaux antérieurs de Wernerfelt qui introduisaient l'idée que les barrières de positionnement des ressources étaient à peu près analogues aux barrières à l'entrée dans l'école de positionnement,. D'autres chercheurs suggèrent que la théorie du management par les ressources représente un nouveau paradigme, bien qu'enraciné dans les théories économiques ricardiennes et pénrosiennes selon lesquelles les entreprises peuvent obtenir des rendements supranormaux durables si, et seulement si, elles disposent de ressources supérieures et que ces ressources sont protégées par certains mécanisme isolant excluant leur diffusion dans l’industrie". Alors que son influence exacte est débattue, le livre d’Edith Penrose intitulé La théorie de la croissance de la firme, publié en 1959, est tenu par deux spécialistes de la stratégie pour énoncer de nombreux concepts qui influenceront plus tard théorie moderne de la RBV.
La théorie du management par les ressources est une approche interdisciplinaire qui représente un changement substantiel de pensée. La théorie du management par les ressources est interdisciplinaire en ce sens qu'elle a été développée dans les domaines de l'économie, de l'éthique, du droit, de la gestion, du marketing, de la gestion de la chaîne d'approvisionnement et du commerce en général.
La théorie du management par les ressources concentre son attention sur les ressources internes d'une organisation en tant que moyen d'organiser des processus et d'obtenir un avantage concurrentiel. Barney a déclaré que, pour que les ressources gardent le potentiel en tant que sources d'avantage concurrentiel durable, elles devraient être précieuses, rares, imparfaitement imitables et non substituables (désormais connu sous le nom de critère VRIN). La théorie du management par les ressources suggère que les organisations doivent développer des compétences de base uniques et spécifiques à l'entreprise qui leur permettront de surperformer leurs concurrents en faisant les choses différemment.
Bien que la littérature présente de nombreuses idées différentes autour du concept de perspective ressource-avantage, le thème principal est que les ressources de l'entreprise sont financières, juridiques, humaines, organisationnelles, informationnelles et relationnelles. les ressources sont hétérogènes et d'une mobilité imparfaite et la tâche essentielle de la direction est de comprendre et d'organiser les ressources pour obtenir un avantage concurrentiel durable. Jay B. Barney, George S. Day, Gary Hamel, Shelby D. Hunt, G. Hooley et C.K. Prahalad ont contribué à l’élaboration de textes cohérents.

## Concept
L'obtention d'un avantage concurrentiel durable est au cœur d'une grande partie de la littérature, à la fois en gestion stratégique et en marketing stratégique. La théorie du management par les ressources offre aux stratèges un moyen d’évaluer les facteurs potentiels pouvant être déployés pour conférer un avantage concurrentiel. Un point de vue clé découlant de la théorie du management par les ressources est que toutes les ressources ne sont pas d'égale importance, ni ne peuvent devenir une source d'avantage concurrentiel durable. La durabilité de tout avantage concurrentiel dépend de la mesure dans laquelle les ressources peuvent être imitées ou substituées. Barney et d'autres soulignent qu'il peut être très difficile dans la pratique de comprendre le lien de causalité entre les sources d'avantage et les stratégies efficaces. Il faut donc déployer des efforts considérables en matière d’identification, de compréhension et de classification des compétences essentielles. En outre, la direction doit investir dans l'apprentissage organisationnel pour développer, entretenir et maintenir des ressources et des compétences clés.
Dans la théorie du management par les ressources, les stratèges sélectionnent la stratégie ou la position concurrentielle exploitant au mieux les ressources et capacités internes par rapport aux opportunités externes. Étant donné que les ressources stratégiques représentent un réseau complexe d’actifs et de capacités interdépendants, les organisations peuvent adopter de nombreuses positions concurrentielles possibles. Bien que les spécialistes débattent des catégories précises de positions concurrentielles utilisées, il est généralement admis, dans la littérature, La théorie du management par les ressources est beaucoup plus souple que l'approche normative de Porter en matière de formulation de stratégies,,.
Les principales tâches managériales sont les suivantes :
1. Identifiez les ressources clés potentielles de l’entreprise.
2. Évaluer si ces ressources remplissent les critères suivants[15] :
  - Précieuses - elles permettent à une entreprise de mettre en œuvre des stratégies qui améliorent son efficience et son efficacité.
  - Rare - non disponible pour les autres concurrents.
  - Imparfaitement imitable - pas facilement implémenté par d'autres.
  - Non substituable - ne peut pas être remplacé par une autre ressource non rare.
3. Développer, entretenir et protéger les ressources qui passent ces évaluations.

## Définitions
Compte tenu de la centralité des ressources en termes d’avantage concurrentiel, la littérature en gestion et en marketing définit et classe soigneusement les ressources et les capacités.

### Ressources
Barney définit les ressources de l'entreprise comme : "tous les actifs, capacités, processus organisationnels, attributs de l'entreprise, informations, connaissances, etc. contrôlés par une entreprise qui lui permettent de concevoir et de mettre en œuvre des stratégies qui améliorent son efficacité et son efficience".

### Capacités
Les capacités sont "un type particulier de ressource, en particulier une ressource spécifique à une entreprise, non transférable, intégrée à l’organisation, dont le but est d’améliorer la productivité des autres ressources possédées par l’entreprise".

### Avantage concurrentiel
Barney a défini un avantage concurrentiel comme "lorsqu'une [entreprise] est capable de mettre en œuvre une" stratégie créatrice de valeur qui n'est mise en œuvre simultanément par aucun concurrent actuel ou potentiel ".

### Classification des ressources et des capacités
Les ressources basées sur les entreprises peuvent être matérielles ou incorporelles.
- Les ressources matérielles comprennent : les actifs matériels tels que les ressources financières et les ressources humaines, y compris l'immobilier, les machines pour la fabrication de matières premières, les installations, les stocks, les marques, les brevets, les marques et les espèces[19].
- Les ressources immatérielles peuvent être intégrées aux routines ou pratiques organisationnelles telles que la réputation, la culture, les connaissances ou le savoir-faire, l'expérience accumulée, les relations avec les clients, les fournisseurs ou d'autres intervenants clés[20].

## RBV et la formulation stratégique
Les entreprises en possession d'une ressource, ou d'une combinaison de ressources qui sont rares chez leurs concurrents, sont considérées comme ayant un avantage comparatif. Cet avantage comparatif permet aux entreprises de produire des offres marketing qui sont soit perçues comme ayant une valeur supérieure, soit peuvent être produites à moindre coût. Par conséquent, un avantage comparatif sur le plan des ressources peut se traduire par un avantage concurrentiel sur le marché.
Dans la théorie du management par les ressources Étant donné que les ressources stratégiques représentent un réseau complexe d'actifs et de capacités interdépendants, les organisations peuvent adopter de nombreuses positions concurrentielles possibles. Bien que les chercheurs discutent des catégories précises de positions concurrentielles qui sont utilisées, ils s'entendent généralement, dans la documentation, pour dire que l'approche fondée sur les ressources est beaucoup plus souple que l'approche prescriptive de Porter en matière de formulation de stratégies. Hooley et coll. suggèrent la classification suivante des postes concurrentiels :
- Positionnement prix
- Positionnement de qualité
- Positionnement de l'innovation
- Positionnement du service
- Positionnement des avantages
- Positionnement sur mesure (marketing one-to-one)

## RBV et l'analyse du système d'information
Il convient tout d’abord de différencier technologies propriétaires et infrastructurelles. Les premières peuvent être détenues par une seule entreprise, lui donnant un avantage concurrentiel tant qu’elles sont protégées. L’article de C. Le Bas (2016), étudiant le cas d’une PME novatrice ayant développé un modèle d'entreprise particulier en mobilisant l’informatique en nuage, souligne le fait que bien plus que l’innovation technologique, ce sont ses rendements économiques qu’il faut protéger ou s’approprier, c’est-à-dire, selon Teece (1986) : empêcher l’imitation des procédés innovants ou maintenir un avantage par rapport aux concurrents. Il serait préférable de ne pas limiter les moyens de protection à ceux relevant de la propriété intellectuelle, mêmes combinés (multi-protection et overlapping), mais faire également appel à des actifs complémentaires. Les technologies infrastructurelles comme l’informatique, elles, se caractérisent par une forte standardisation, notamment avec l’adoption des applications génériques. Elles ne sont donc pas inimitables.
Selon Carr (2003), à mesure que les technologies de l’information TI sont devenues plus puissantes et omniprésentes en tant que supports du commerce, leur importance stratégique a diminué. En effet, l’informatique, à commencer par la donnée, est extrêmement reproductible à moindre coût, lui ôtant son caractère rare et par conséquent, la possibilité d’offrir un avantage concurrentiel soutenu. Carr met en garde les entreprises sur le surinvestissement et suggère d’attendre l’incorporation des meilleures pratiques dans les logiciels et la mise en place d’une normalisation car les investissements sont rarement suivis d’une hausse de la rentabilité.
La théorie du management par les ressources opère une distinction entre les technologies d’information (actifs) et les systèmes d’information SI (association d’actifs et de capacités pour utiliser l’informatique de façon productive). Mata, Fuerst et Barney (1995) ont analysé les capacités de la TI à créer un avantage concurrentiel durable en mettant en évidence quatre attributs : l’accès au capital, la technologie propriétaire, les compétences techniques en TI et les compétences managériales des TI. Seules ces dernières sont susceptibles de conférer un avantage soutenu car les compétences de gestion s’acquièrent avec l’expérience et sont tacites.
Bharadwaj (2001) a mené une étude empirique se basant sur la théorie du management par les ressources et a cherché le lien entre capacités des TI et la performance des entreprises. Elle décrit la capacité en TI comme l’aptitude à mobiliser, à déployer les ressources informatiques, dont elle distingue trois types listés ci-dessous, « en combinaison ou en co-présence avec d’autres ressources et capacités » :
- L’infrastructure informatique : ressources tangibles. Selon Bharadwaj, contrairement à ce qu’affirmait Marta et al (1996), cette ressource peut être source d’avantage concurrentiel soutenu en considérant la synergie existante au sein des systèmes intégrés. Les avantages apportés par l’infrastructure sont en outre : le développement rapide d’applications clés, le partage d’information entre services.
- Ressources humaines en TI : compétences techniques et managériales. Elles sont difficilement imitables car résultent de démarches socialement complexes. Il s’agit de mettre à profit les TI pour planifier au mieux les activités, fiabiliser les applications pour répondre aux besoins commerciaux.
- Les actifs incorporels divisés, eux aussi, en trois catégories :
  - la gestion de la relation client ;
  - le développement des savoirs ;
  - la capacité à collaborer entre départements (groupware).

L’auteure aboutit aux conclusions suivantes : l’investissement en TI ne se traduit pas toujours par un rendement supérieur, mais elle note que les retombées peuvent être implicites et non financières comme l’amélioration de la conception des produits, l’augmentation de la satisfaction de la clientèle. Enfin, elle ajoute qu’une synergie est nécessaire entre toutes les parties prenantes pour exploiter tout le potentiel de l’informatique.
Ce dernier point est confirmé par Wade et Hulland (2004) qui ont identifié les trois types de ressources informatiques énumérées ci-dessous et qui montrent que les ressources dépassent les frontières organisationnelles et sont sensibles aux changements environnementaux :
- Inside-out : ressources déployées en interne par l’entreprise en réponse aux contraintes et opportunités du marché ;
- Outside-in : ressources tournées vers l’extérieur (les parties prenantes), mettant l’accent sur l’anticipation des exigences du marché, la création d’une relation durable avec la clientèle, la compréhension des concurrents ;
- Spanning : réunissant les deux précédents en valorisant les partenariats professionnels, mais aussi la planification et le changement de management)[28].

Les travaux de Bhatt et Grover (2005) testent les capacités de TI : la valeur, la compétitivité et les capacités dynamiques. Les deux dernières requièrent une observation de l’organisation en tant qu’entité au sein d’un écosystème plus large. Les capacités dynamiques, définies en 1997 par Teece, Pisano et Shuen indiquent l’habilité des organisations à se renouveler face à un environnement discontinu, c’est-à-dire, à remanier les compétences fonctionnelles internes et externes. La dimension stratégique est ici importante.

## Critiques
Un certain nombre de critiques à l'égard de la théorie du management par les ressources ont été largement citées, et sont les suivantes :
- La théorie du management par les ressources est tautologique.
- Différentes configurations de ressources peuvent générer la même valeur pour les entreprises et ne constitueraient donc pas un avantage concurrentiel.
- Le rôle des marchés de produits est sous-développé dans l’argument[32].
- La théorie a des implications prescriptives limitées[2].

D'autres critiques incluent :
- Le fait de ne pas tenir compte des facteurs entourant les ressources, c'est-à-dire de supposer qu'elles existent simplement, plutôt que d'effectuer une enquête critique sur la façon dont les capacités clés sont acquises ou développées[33].
- Il est peut-être difficile (voire impossible) de trouver une ressource qui réponde à tous les critères VRIN de Barney.
- La poursuite d'un avantage compétitif suivant les critères du VRIN conduit à des pratiques non écologiques. Par exemple, une gestion des ressources naturelles en valorisant leur rareté conduit à leur épuisement[34].

L'hypothèse selon laquelle une entreprise peut être rentable dans un marché hautement concurrentiel tant qu'elle peut exploiter des ressources avantageuses n'est pas toujours vraie. Il ne tient pas compte des facteurs externes concernant l'industrie dans son ensemble ; l'analyse de la structure de l'industrie de Porter devrait également être prise en considération.

## Sources